# Robert Jansz. Goris

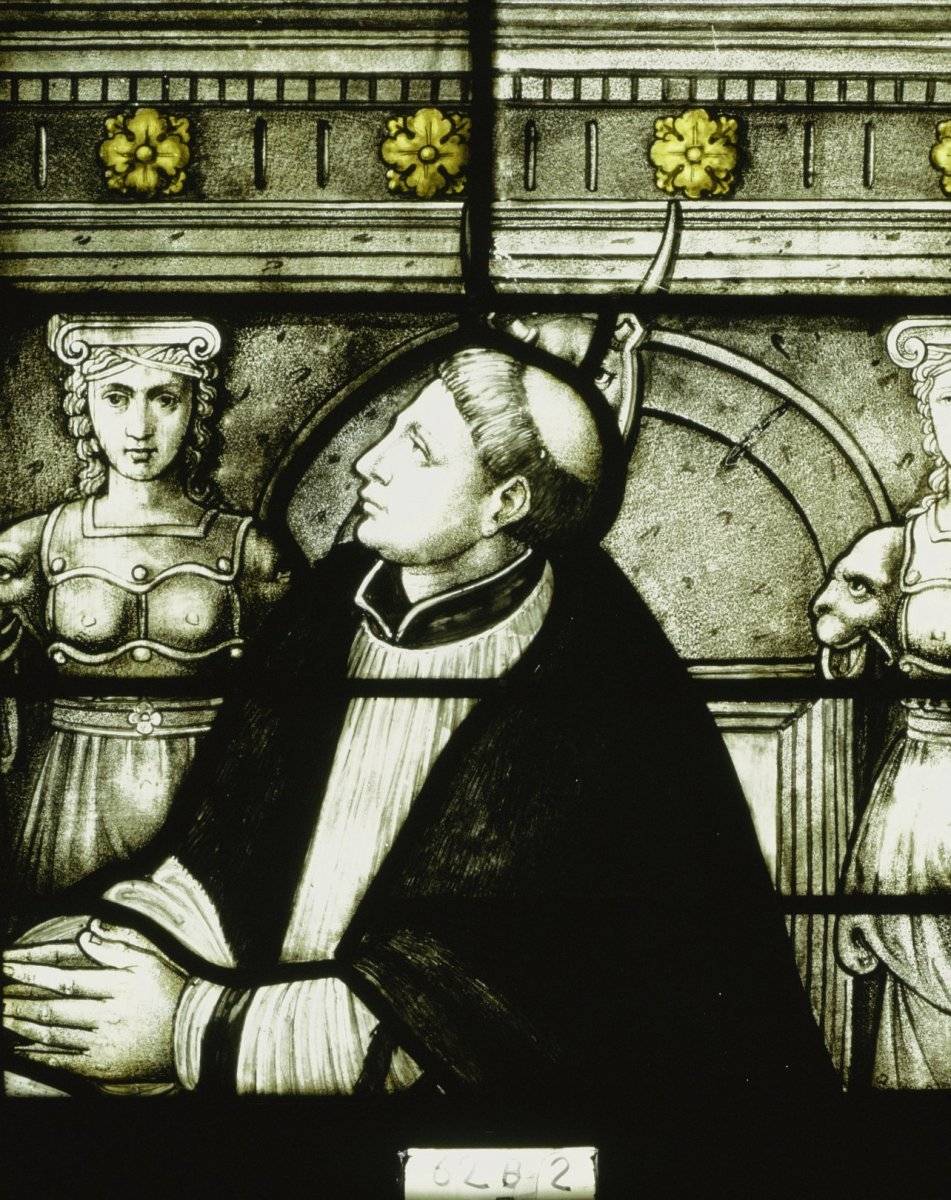
Robert Jansz. Goris afgebeeld op een van de Goudse glazen

Robert Jansz. Goris (overleden 30 mei 1565) was de tiende prior van het klooster van Stein en rector van het Margrietklooster in de Noord-Nederlandse stad Gouda.

## Biografische aantekeningen
Goris werd in 1549 genoemd als rector van het Sint-Margrietconvent (ook Margarethaconvent) aan de Spieringstraat (ook Hofstraat genoemd) in Gouda. Hij is een van de schrijvers van de kloosterkroniek, waarmee een voorganger van hem in 1452 was begonnen en waarin de geschiedenis van het klooster werd beschreven ook van de voorliggende periode vanaf 1386. Goris werkte de kloosterkroniek bij over de periode van 1485 tot omstreeks 1549. In 1551 speelde Goris een rol bij de verplaatsing van de Regulieren van Stein - na de brand die hun klooster had verwoest - naar hun nieuwe onderkomen, het Regulierenklooster aan de Raam te Gouda. Omstreeks 1557 schonk Goris, als kloosteroverste van het Margrietklooster, een gebrandschilderd glas ten behoeve van de nieuwe kapel van dit Regulierenklooster. De gebrandschilderde glazen van dit klooster werden in 1580 overgebracht naar de Goudse Sint-Janskerk. Sinds 1934 is dit een van de glazen in de Van der Vormkapel van deze kerk. Het betreft de voorstelling van de Opstanding. Het glas is ontworpen door Dirk Crabeth en gemaakt door één of meer van zijn medewerkers. Robert Jansz. Goris staat als schenker van dit glas aan de onderzijde afgebeeld. Boven het liggende hondje staat het devies van Goris: "Deum Jhesum suscitavit" ("God heeft Jezus opgewekt").
Goris werd als rector waarschijnlijk opgevolgd door Cornelis Hermansz. († 1587), de laatste prior van het klooster. Het Sint-Margrietconvent ging in 1572 in vlammen op.